# 軍用車両
軍用車両（ぐんようしゃりょう、英語: Military Vehicle）は、軍隊で軍事目的に使用される車両の総称である。トラックのように民間でも用いられるものから、戦車のように専用に作られたものまで幅広い種類がある。
自衛隊車両はナンバープレートが一般車両のものと異なるため識別が容易である。市販の乗用車や商用車を用いている業務車は、業務車1号と業務車2号が自衛隊仕様のナンバープレートである。
特に装甲の施されたものを装甲戦闘車両（AFV）と呼ぶ事がある。

## 概要
世界最初の自動車とされる、18世紀のキュニョーの砲車は、その名のとおり大砲を牽引し砲弾薬を積載するための軍用車両として開発された。
第一次世界大戦において戦車や装甲車が出現し、軍隊の機械化（自動車化）が始まった。
軍用車両は目立ち難いよう艶消しのOD色（濃緑色）や砂漠色（サンドカラー）で塗装されることが多い。特に戦闘車両では種々の迷彩塗装が施される。PKOなどでは、防御のために軍用車両を用いるが、同時に中立性を主張するために白色など独特の塗装が施される。
車両の形状も、デザインを優先し曲線・曲面を多用している民間車両に対し、整備性や装甲性、経済性を図るため平面な鋼板をそのまま利用している場合が多い。
大部分の軍用車両は野戦運用を想定し、舗装道路外（オフロード)での走行能力を持たされている。第二次世界大戦頃まではガソリンエンジン駆動も多かったが、戦後はオフロード走行に適した低速トルクの豊富さと、攻撃を受けた場合のガソリン車に比べての火災リスクの低さからディーゼルエンジン駆動が圧倒的多数を占める。
なお、鉄道車両に関しては「軍用列車」を参照のこと。

## 主な軍用車両

### AFV/装甲戦闘車両
- 戦車
  - 主力戦車（MBT）
  - 水陸両用戦車
  - 豆戦車
  - 軽戦車
  - 空挺戦車
  - 中戦車
  - 重戦車
  - 巡航戦車
  - 歩兵戦車
  - 火炎放射戦車
  - 対空戦車
  - 駆逐戦車、または戦車駆逐車
  - 装甲戦闘車両
  - その他の戦車
- 戦車回収車
- 回収戦車
- 戦闘工兵車
- 軍用列車
  - 列車砲
  - 装甲列車
  - 臨時装甲列車
- 自走砲 - 野砲や対空機関砲などを備える。
  - 自走榴弾砲（SPH）
  - 自走式対空砲
  - 高射砲
  - 突撃砲
- 装甲車
  - 歩兵戦闘車（IFV） - 強力な武装を備えた装甲兵員輸送車（APC）。
  - 装甲兵員輸送車（APC） - 軽度の被弾に耐えうる兵員輸送車（PC）。
  - 偵察戦闘車（CFV）
    - 装甲偵察車、偵察装甲車、偵察警戒車（RV）

  - 他の軍用装甲車
    - 指揮統制車
    - NBC偵察車

  - 機動砲型戦闘車両
  - ミサイル運搬用車両

### ソフトスキン／非装甲車両
- トラック - 自衛用の重火器を搭載したものはガントラック。第二次世界大戦中は半装軌車（ハーフトラック）も使われた。
- トレーラー
- 砲兵トラクター（Artillery tractor） - 馬に代わって大砲を牽引するための車両。現在では一般的な軍用トラックやその小改良型を使用することが多い。
- 戦車運搬車
- 四輪駆動車 - ジープに代表される汎用車両。現在調達が続いているのはより大型のハンヴィータイプである。M40無反動砲や各種対戦車ミサイルのプラットホームとして利用される事も多い。
- オートバイ - かつてはサイドカーも使われた。
- 全地形対応車（ATV）
- 架橋戦車
- 救急車
- 消防車
- パトロールカー - 主として憲兵隊が使用。

#### テクニカル／民間車両転用非装甲車両
- テクニカル
- 四輪駆動車
- オートバイ
- 全地形対応車（ATV）
- バギー
- スノーモービル
- 自転車（マウンテンバイク）